# Lawman (Fernsehserie)
Lawman ist eine US-amerikanische Western-Fernsehserie, die von Warner Bros. für ABC produziert wurde. Zwischen 1958 und 1962 entstanden insgesamt 156 Folgen in vier Staffeln zu je 30 Minuten.

## Handlung
Die Serie handelt von den Abenteuern des U.S. Marshal Dan Troop und dessen Deputy Johnny McKay in Laramie, Wyoming.

## Hintergrund
Mittels Handlungsüberschneidungen traten die Protagonisten der Serie auch in der ebenfalls von Warner Bros. produzierten Westernserie Maverick auf. Peter Brown war, jedoch in einer anderen Rolle, auch in einer Episode der zeitgleich produzierten Serie  Sugarfoot zu sehen.
In Gastrollen traten unter anderem John Carradine, DeForest Kelley, Martin Landau, Sammy Davis Jr. und James Coburn auf. Jack Elam und Lee van Cleef hatten mehrfache Gastauftritte.